# Доня-Мека-Груда
Доня-Мека-Груда (серб. Доња Мека Груда / Donja Meka Gruda) — село в общине Билеча Республики Сербской Боснии и Герцеговины. Население составляет 94 человека по переписи 2013 года.